# Connarus panamensis
Connarus panamensis là một loài thực vật có hoa trong họ Connaraceae. Loài này được Griseb. mô tả khoa học đầu tiên năm 1858.